# Beauzelle
Beauzelle är en kommun i departementet Haute-Garonne i regionen Occitanien i södra Frankrike. Kommunen ligger i kantonen Blagnac som tillhör arrondissementet Toulouse. År 2022 hade Beauzelle 8 184 invånare.

## Befolkningsutveckling
Antalet invånare i kommunen Beauzelle
Referens:INSEE